# MCEM 1衝鋒槍
MCEM 1（英語：Machine Carbine Experimental Model 1，意為：「實驗型卡賓槍1型」）是一款采用9×19毫米魯格口徑手枪子彈的澳大利亚製試驗型冲锋枪。

## 設計
MCEM 1衝鋒槍採用了一種類似烏茲衝鋒槍的設計，把彈匣位置改為在手槍握把內部，令總長度大幅下降，重量分佈更加平衡。另外，其槍管下的最前端亦裝上手槍握把型前握把，以便更舒適和準確地射擊。